# Verena Schmidt

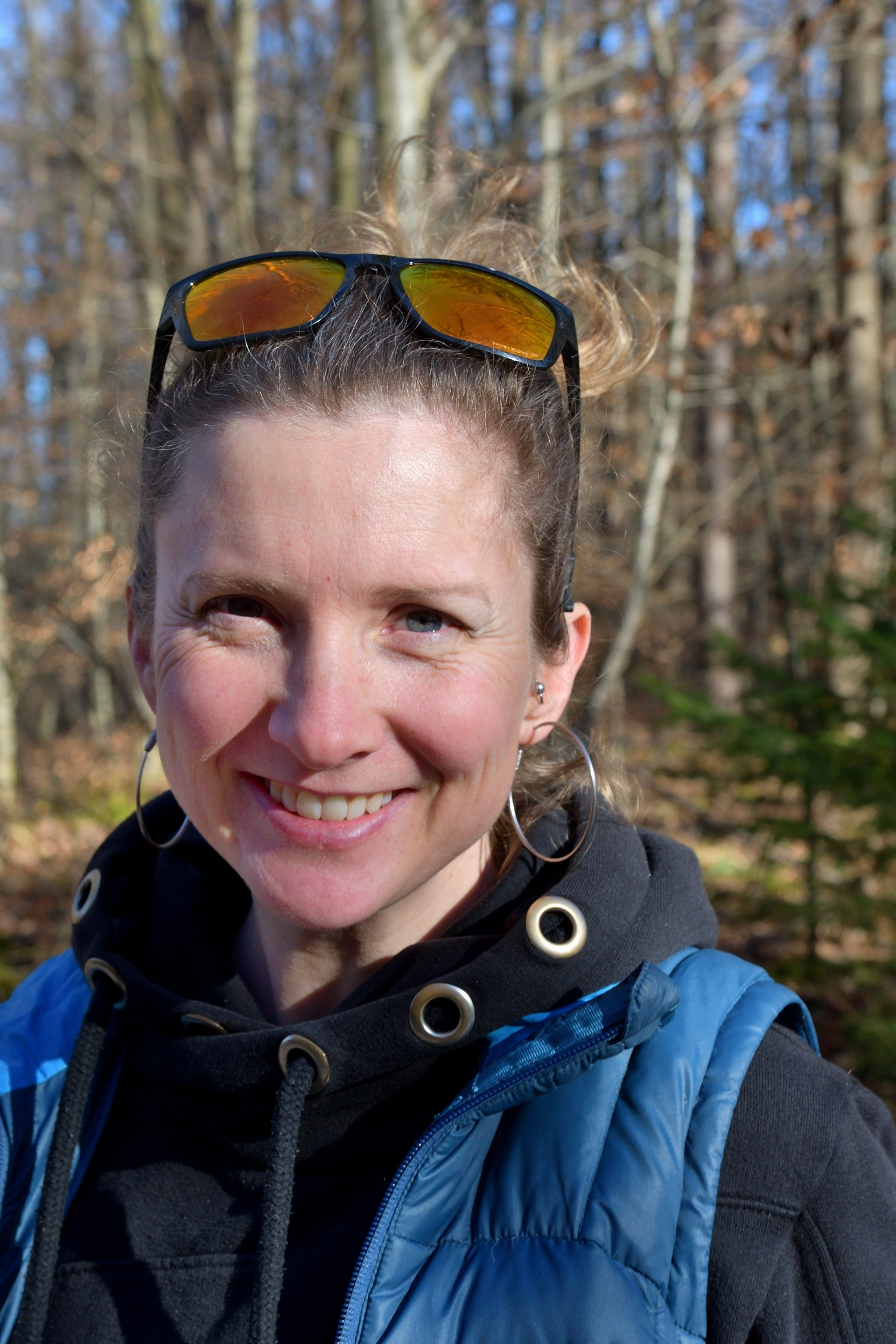
Verena Schmidt

Verena Schmidt (* 1982 in Dresden) ist eine deutsche Autorin. Sie verfasst Wanderführer und veröffentlichte gemeinsam mit ihrer Tochter Analena Schmidt den Abenteuerbericht Zwei Sommer in den Rockies.

## Leben
Verena Schmidt beendete ihre schulische Laufbahn 2000 mit dem Abitur und lebte anschließend etwa ein Jahr auf den Philippinen. In Tübingen studierte sie Ethnologie und Internationale Beziehungen. Bereits während des Studiums begann sie ihre Tätigkeit als Studienreiseleiterin bei Rotel Tours, die sie 10 Jahre lang beibehalten sollte. Zu den Einsatzgebieten zählen unter anderem Zentral- und Südostasien, Nordamerika, Neuseeland und Nordafrika.
Zudem arbeitete sie unter anderem als Dozentin, als Ramp Agent und Assistenz der Geschäftsführung für die Sektion Schwaben des Deutschen Alpenvereins.

## Werke

### Rother Wanderführer
Seit 2016 schreibt Verena Schmidt für den Bergverlag Rother.

#### Kanadische Rocky Mountains
Ihr erster Wanderführer erschien 2018. Er umfasst 55 Touren durch die kanadischen Rocky Mountains. In zwei Sommern beging sie Teile der Touren gemeinsam mit ihrer damals 12-13-jährigen Tochter Analena Schmidt.

#### Malerweg & Dichter-Musiker-Malerweg
2022 erschienen, beschreibt der Wanderführer die 8 Etappen des Malerweges und die 5 Etappen des weniger oft beschriebenen Dichter-Musiker-Malerweges. Beide Mehrtageswanderungen führen durch den Nationalpark Sächsische Schweiz südöstlich von Dresden.

#### Vancouver Island
Im Jahr 2024 erschien der Wanderführer über die kanadische Westküste um Vancouver Island, der 68 Touren beinhaltet. Die Touren verlaufen auf der Insel, an der Sunshine Coast und von Vancouver über Squamish bis Whistler in British Columbia. Im Buch werden unter anderem die Mehrtageswanderungen West Coast Trail, Juan de Fuca Trail sowie der North Coast Trail beschrieben.

#### Färöer
Der Wanderführer erscheint 2025 und beinhaltet 50 Wanderungen auf dem Archipel im Nordatlantik.

### Zwei Sommer in den Rockies
2024 erschien der gemeinsam mit ihrer Tochter Analena Schmidt geschriebene Abenteuerbericht über ihre intensive Wanderzeit in den kanadischen Rocky Mountains bei MALIK im Piper Verlag. Das Mutter-Tochter-Team beschreibt abwechselnd die Herausforderungen und Erlebnisse sowie Hintergrundinformationen zur Natur. Es erzählt die Entstehung des ersten Rother Wanderführers in Folge des tragischen Unfalls ihres damaligen Partners und Analenas Vaters.

## Veröffentlichungen

### Rother Wanderführer
- Kanadische Rocky Mountains. 2018, ISBN 978-3-7633-4527-4.
- Dichter-Musiker- und Malerweg. 2022, ISBN 978-3-7633-4601-1.
- Vancouver Island. 2024, ISBN 978-3-7633-4746-9.
- Färöer. 2025, ISBN 978-3-7633-4881-7.

### Abenteuerbericht
- Zwei Sommer in den Rockies. 2024, ISBN 978-3-89029-589-3.